# 마테오 마르콘치니
마테오 예레미 마르콘치니(이탈리아어: Matteo Jeremy Marconcini, 1989년 8월 26일~)는 이탈리아의 유도 선수, 지도자이다. 2016년 하계 올림픽 남자 하프미들급에 참가했으며 세계 선수권 대회에서 은메달 1개를 획득했다.